# 52.º distrito congresional de California
El 52.º distrito congresional es un distrito congresional que elige a un Representante para la Cámara de Representantes de los Estados Unidos por el estado de California.  Según la Oficina del Censo, en 2011 el distrito tenía una población de 670.150 habitantes. Actualmente el distrito está representado por el Demócrata Juan Vargas.

## Demografía
Según la Oficina del Censo de los Estados Unidos, en 2011 había 670 150 personas residiendo en el 52.º distrito congresional. De los 670 150 habitantes, el distrito estaba compuesto por 556 000 (83%) blancos; de esos, 522 686 (78%) eran blancos no latinos o hispanos. Además 29 317 (4.4%) eran afroamericanos o negros, 4 635 (0.7%) eran nativos de Alaska o amerindios, 49 311 (7.4%) eran asiáticos, 2 659 (0.4%) eran nativos de Hawái o isleños del Pacífico, 23 630 (3.5%) eran de otras razas y 37 912 (5.7%) pertenecían a dos o más razas. Del total de la población 131 307 (19.6%) eran hispanos o latinos de cualquier raza; 112 228 (16.7%) eran de ascendencia mexicana, 3 957 (0.6%) puertorriqueña y 824 (0.1%) cubana. Además del inglés, 2 950 (12.3%) personas mayor a cinco años de edad hablaban español perfectamente.
El número total de hogares en el distrito era de 238 560 y el 70.6% eran familias en la cual el 33.5 tenían menores de 18 años de edad viviendo con ellos. De todas las familias viviendo en el distrito, solamente el 54.5% eran matrimonios. Del total de hogares en el distrito, el 5.1 eran parejas que no estaban casadas, mientras que el 0.6% eran parejas del mismo sexo. El promedio de personas por hogar era de 2.77. 
En 2011 los ingresos medios por hogar en el distrito congresional eran de US$66 368, y los ingresos medios por familia eran de US$97 190. Los hogares que no formaban una familia tenían unos ingresos de US$73 412. El salario promedio de tiempo completo para los hombres era de US$57 703 frente a los US$46 885 para las mujeres. La renta per cápita para el distrito era de US$31 248. Alrededor del 8% de la población estaban por debajo del umbral de pobreza.